# Eva van Marle

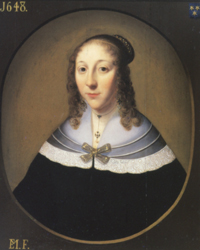
Eva van Marle, 1648

Eva van Marle (um 1650 in Zwolle tätig) war vermutlich eine niederländische Malerin.

## Leben und Werk
Die Existenz von Eva van Marle ist ungewiss. Es gibt keine genealogischen Informationen über sie. Sie erscheint nicht im Familienstammbaum der Zwoller Richterfamilie Van Marle. Die Familie ging von Egbert Berents hervor, der 1637 Bürger von Zwolle wurde. Er nannte sich „van Marle“, nach dem Viertel, aus dem er kam. Eva van Marle müsste aus seiner Generation stammen, doch die Verwandtschaft ist ungewiss. Sie soll um 1650 als Porträtmalerin in Zwolle tätig gewesen sein. Die Hinweise auf ihr künstlerisches Schaffen stammen jedoch aus dem 19. Jahrhundert. Dies macht ihren Ruf als Malerin zweifelhaft.

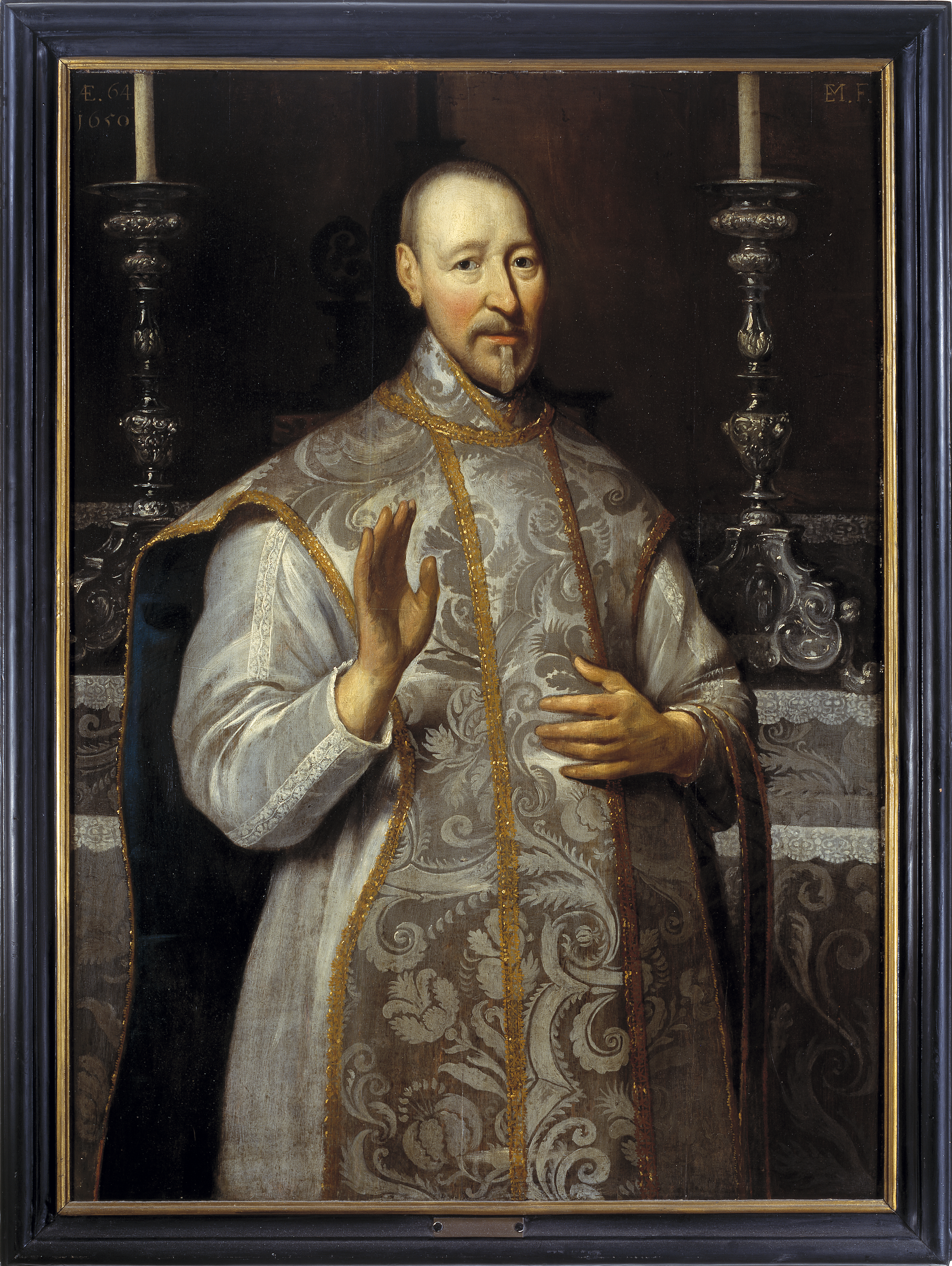
Porträt von Volkert Herkinge (1586–1662)

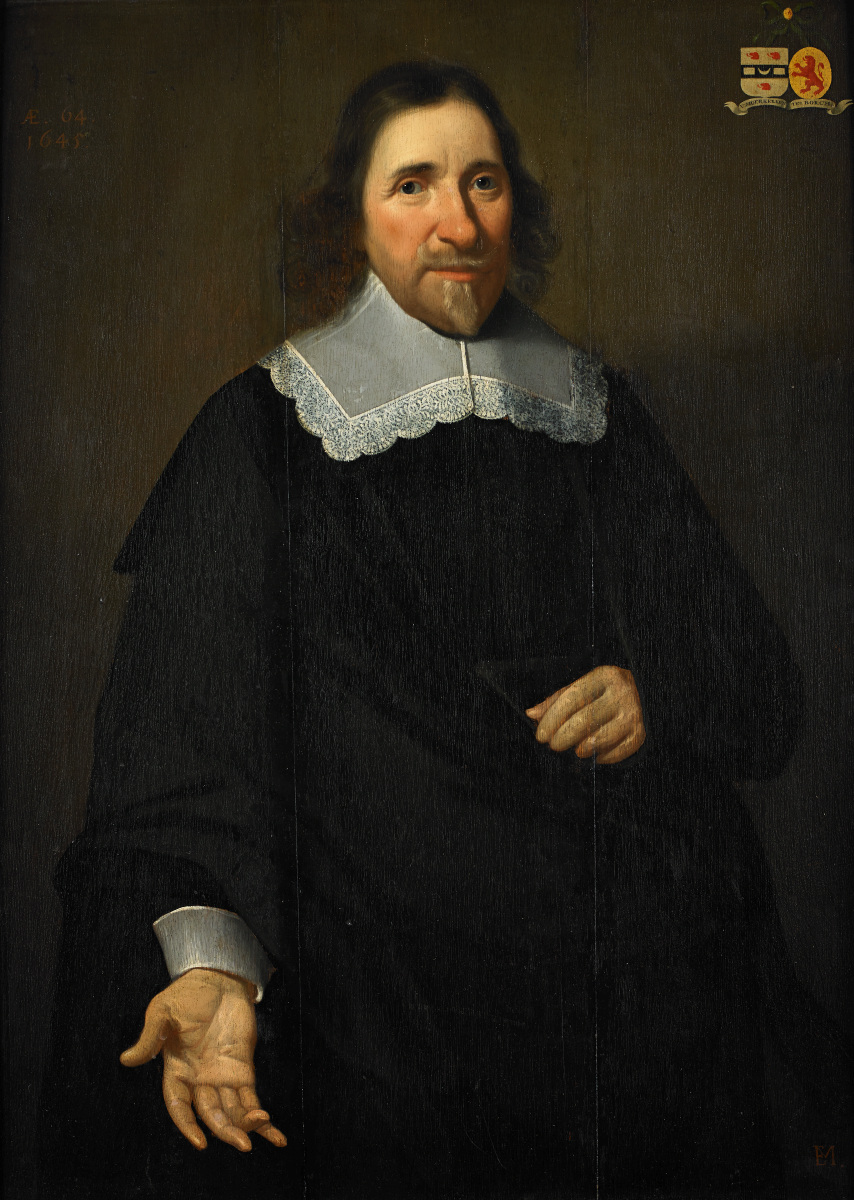
Porträt von Justinus van Moerkerken

Die ihr zugeschriebenen Porträts zeigen die Menschen oft bis zur Hüfte, manchmal in einem Oval, das auf eine rechteckige Platte gemalt wurde. Die Malweise ist recht flach, die Bekleidung der Herren ähnelt sich stark, so dass es Vermutungen gibt, es könne sich um eine Produktionsarbeit gehandelt haben. Die abgebildeten Personen stammen, bis auf zwei Pfarrerporträts, alle aus dem Patriziat und Adel von Overijssel und sind Einwohner von Zwolle.
Werke, die ihr zugeschrieben sind, sind von 1642 bis 1654 datiert. Das älteste signierte Porträt mit den ineinander eingefügten Buchstaben EM stellt den Zwolleer Silberschmied Joost van Moerkerken (gest. Zwolle 1649) dar, einen Schwager von Gerard ter Borch sen. Es ist auf 1645 datiert. Die fünf Porträts mit Familienwappen, die das Frauenhaus Zwolle besitzt, stammen aus dem Jahr 1648. Ein sechstes ist weder signiert noch datiert, stammt aber eindeutig von derselben Hand. Es konnte nur ein Wappen identifiziert werden: Ein Frauenporträt trägt das Wappen Holt, einer Patrizierfamilie aus Zwolle, verwandt mit den Familien Greve und Van Marle.
Ungewöhnlich sind die Porträts des Pfarrers Volkert Herkinge (1586–1662). auf einem Porträt segnet er in einem reich bestickten Messgewand vor dem Altar, das andere zeigt ihn in Alltagskleidung. Die Gemälde gehörte ursprünglich der St.-Michael-Gemeinde in Zwolle. Das Gemälde, welches ihn im Ornat zeigt, befindet sich seit 1964 im Catharijneconvent-Museum in Utrecht. Das letzte Porträt, welches von Eva van Marle signiert und datiert ist, stammt aus dem Jahr 1652. Es ist das Porträt von Nicola Voorne und befindet sich im Stedelijk Museum Kampen.

### Das Monogramm EM
Eva van Marle wird 1875 erstmalig erwähnt. Der Leiter des Frauenheims in Zwolle, W.S. van der Gronden erwähnte bei sechs Porträts, von denen fünf die Buchstaben „EM.F.“, dass sie von Eva van Marle hergestellt worden sein sollen. Die Initialen sind zusammengeschoben, dabei wurde das V im M versenkt. Der Buchstabe F steht für „fecit“. Van der Gronden war der Enkel von Helena Eva Golts, die 1745 Berend van Marle geheiratet hatte. Sie gehörte mit ihrem Bruder und ihrer Schwester zu den drei wichtigsten Erben von Aleida Greve, einer Malerin und die Gründerin des Frauenhauses. Der Name tauchte bisher nicht in der Van-Marle-Genealogie auf. Diese Tatsache macht Van der Grondens Zuschreibung fraglich.
Er reichte auch 1882 ein männliches und ein weibliches Porträt und drei weitere Gemälde von Eva van Marle zur historischen Overijssel-Ausstellung in Zwolle ein. Auch die Porträts des Pfarrers Herkinge wurden dort gezeigt. Die Signatur „EM“ wird im Katalog jedoch mit dem Amsterdamer Landschaftsmaler Emmanuel Murant (geb. 1622) in Verbindung gebracht. Doch von ihm sind keine Porträts bekannt. Zwei Porträts von Eva van Marle wurde 1898 auf der Landesausstellung für Frauenarbeit gezeigt. Im Oudheidkundig Jaarboek von 1926 steht hinter ihrem Namen ein Fragezeichen, 1930 wird sie jedoch in Teil 24 des Künstlerlexikons von Thieme und Becker aufgenommen. Von diesem Zeitpunkt an scheint ihr Ruf als Porträtmalerin gefestigt zu sein.
Das RKD – Niederländisches Institut für Kunstgeschichte, führte in alten Akten die Initialen EM für den Haager Porträtmaler Everard Crijnsz. van der Maes. Zwischen ihm und den Porträts gibt es jedoch keine Verbindung.
Eva van Marle wurde 1957 von Verbeek und Schotman als mögliche Lehrerin des Malers Hendrick ten Oever angeführt. Sie stützten sich dabei auf die Ähnlichkeiten mit seinem frühesten Porträt von Rabo Herman Schele aus dem Jahr 1657.
Ihr Name erscheint auch nicht in der Liste von insgesamt sechs Malern aus Zwolle von 1639. Sie gehörten damals noch der Gold- und Silberschmiedezunft an. Dort findet sich ein anderer möglicher Maler mit den Kürzeln, Evert Meertman. Möglicherweise ist er identisch mit einem aus Antwerpen stammenden Malermeister Ever(ard)t Moerman(s) oder Moorman, der 1634 die Tochter eines Goldschmiedes aus Zwolle heiratete. Über das Werk dieses Malers ist nichts bekannt.